# Hartwig Steenken
Hartwig Steenken (n. 23 iulie 1941, Twistringen, Saxonia Inferioară, Germania – d. 10 ianuarie 1978, Hannover, RFG) a fost un sportiv ce a reprezentat Germania, medaliat olimpic. A participat la 2 ediții ale Jocurilor Olimpice (1968, 1972) în care a câștigat o medalie de aur.